# Singwang-myeon, Hampyeong-gun
Singwang-myeon (koreanska: 신광면) är en socken i Sydkorea. Den ligger i kommunen Hampyeong-gun i provinsen Södra Jeolla, i den sydvästra delen av landet, 270 km söder om huvudstaden Seoul.